# Линьи (Юньчэн)
Линьи́ (кит. упр. 临猗, пиньинь Línyī) — уезд городского округа Юньчэн провинции Шаньси (КНР). Уезд был образован в 1954 году путём объединения уездов Линьцзинь и Иши; название уезда было образовано из первых иероглифов названий исходных уездов.

## История
При империи Западная Хань эти земли входили в состав уездов Иши (猗氏县) и Цзесянь (解县). При империи Северная Вэй был образован уезд Вэньцюань (温泉县). В 487 году уезд Цзесянь был переименован в Бэйцзе (北解县), а Иши — в Бэйиши (北猗氏县). При империи Западная Вэй в 55 году уезд Бэйиши был переименован в Санцюань (桑泉县).
При империи Северная Чжоу уезд Вэньцюань был расформирован, уезд Санцюань снова переименован в Иши, а уезд Бэйцзе присоединён к уезду Иши. При империи Суй в 596 году уезд Санцюань был создан вновь. При империи Тан в 620 году был восстановлен уезд Вэньцюань. В 626 году уезд Вэньцюань был присоединён к уезду Санцюань. В 753 году уезд Санцюань был переименован в Линьцзинь (临晋县).
В 1949 году был создан Специальный район Юньчэн (运城专区), и уезд вошёл в его состав. В 1954 году Специальный район Линьфэнь был объединён со Специальным районом Юньчэн (运城专区) в Специальный район Цзиньнань (晋南专区); при этом уезды Линьцзинь и Иши были объединены в уезд Линьи. В 1958 году уезд Линьи был присоединён к уезду Юньчэн, но в 1960 году был восстановлен. В 1970 году Специальный район Цзиньнань был расформирован, а вместо него образованы Округ Линьфэнь (临汾地区) и Округ Юньчэн (运城地区); уезд вошёл в состав округа Юньчэн. В 2000 году постановлением Госсовета КНР округ Юньчэн был преобразован в городской округ Юньчэн.

## Административное деление
Уезд делится на 9 посёлков и 5 волостей.